# J. P. Prince
John Edward Prince (nacido el 14 de julio de 1987  en Jackson, Misisipi) es un jugador de baloncesto profesional estadounidense. Con 2,03 metros de altura, juega en la posición de alero.

## Trayectoria deportiva
Es un alero formado entre las universidades de Arizona Wildcats y Tennessee Volunteers. Tras no ser drafteado en 2010, decidió emprender su aventura en el baloncesto europeo recalando en su primera experiencia en Turquía (Antalya Büyükşehir Belediyesi).
Más tarde, el jugador obtendría una amplia experiencia en el baloncesto mundial, convirtiéndose en un trotamundos, ya que jugaría en China, Venezuela, Polonia y Francia. Destacando el paso por el Telenet Oostende belga en la temporada 2014–2015, con el que consiguió el campeonato belga y la copa, promediando 17.1 puntos en la Eurocup y 9.3 en la Scooore League.
En 2015, se comprometería por una temporada con el Cholet Basket, pero acabaría la temporada en las filas del Trabzonspor.
Tras un paso por Irán de una temporada, en concreto en las filas del Azad University, en 2017 regresa a Francia para jugar en su noveno equipo, el Orléans Loiret Basket.